# Nanfeng (köpinghuvudort i Kina, Jiangxi Sheng, lat 29,26, long 116,56)
Nanfeng är en köpinghuvudort i Kina. Den ligger i provinsen Jiangxi, i den sydöstra delen av landet, omkring 92 kilometer nordost om provinshuvudstaden Nanchang. Antalet invånare är 18 043. Befolkningen består av 8 847 kvinnor och 9 196 män. Barn under 15 år utgör 23,0 %, vuxna 15-64 år 70 %, och äldre över 65 år 6,0 %.
Runt Nanfeng är det ganska tätbefolkat, med 248 invånare per kvadratkilometer. Närmaste större samhälle är Youdunjie, 14,6 km nordost om Nanfeng. Trakten runt Nanfeng består till största delen av jordbruksmark.
Genomsnittlig årsnederbörd är 2 232 millimeter. Den regnigaste månaden är juni, med i genomsnitt 350 mm nederbörd, och den torraste är oktober, med 55 mm nederbörd.